# Carinodes frictorius
Carinodes frictorius är en stekelart som först beskrevs av Fabricius 1804.  Carinodes frictorius ingår i släktet Carinodes och familjen brokparasitsteklar. Inga underarter finns listade.